# William Alfred Fowler
William Alfred Fowler (Pittsburgh, 9 agosto 1911 – Pasadena, 14 marzo 1995) è stato un astrofisico statunitense.
Non va confuso con l'astronomo inglese Alfred Fowler.

## Biografia
Fowler nacque a Pittsburgh, in Pennsylvania. Si laureò all'Università di Stato dell'Ohio, e conseguì il dottorato in fisica nucleare al California Institute of Technology. Il suo seminario intitolato "Sintesi degli elementi nelle stelle", di cui era coautore con E. Margaret Burbidge, Geoffrey Burbidge e Fred Hoyle, fu pubblicato nel 1957. Esso spiegava come le abbondanze di tutti gli elementi, tranne quelli più leggeri, potevano essere giustificate dal meccanismo di nucleosintesi nelle stelle.
Fowler vinse la Henry Norris Russell Lectureship, assegnata dall'American Astronomical Society nel 1963, la Medaglia Eddington nel 1978, la Medaglia Bruce nel 1979 ed il Premio Nobel per la Fisica nel 1983 per i suoi studi teorici e sperimentali sulle reazioni nucleari che danno origine agli elementi chimici nell'universo. Morì a Pasadena in California, nel 1995.